# Leichtathletik-Weltmeisterschaften 2009/100 m der Männer

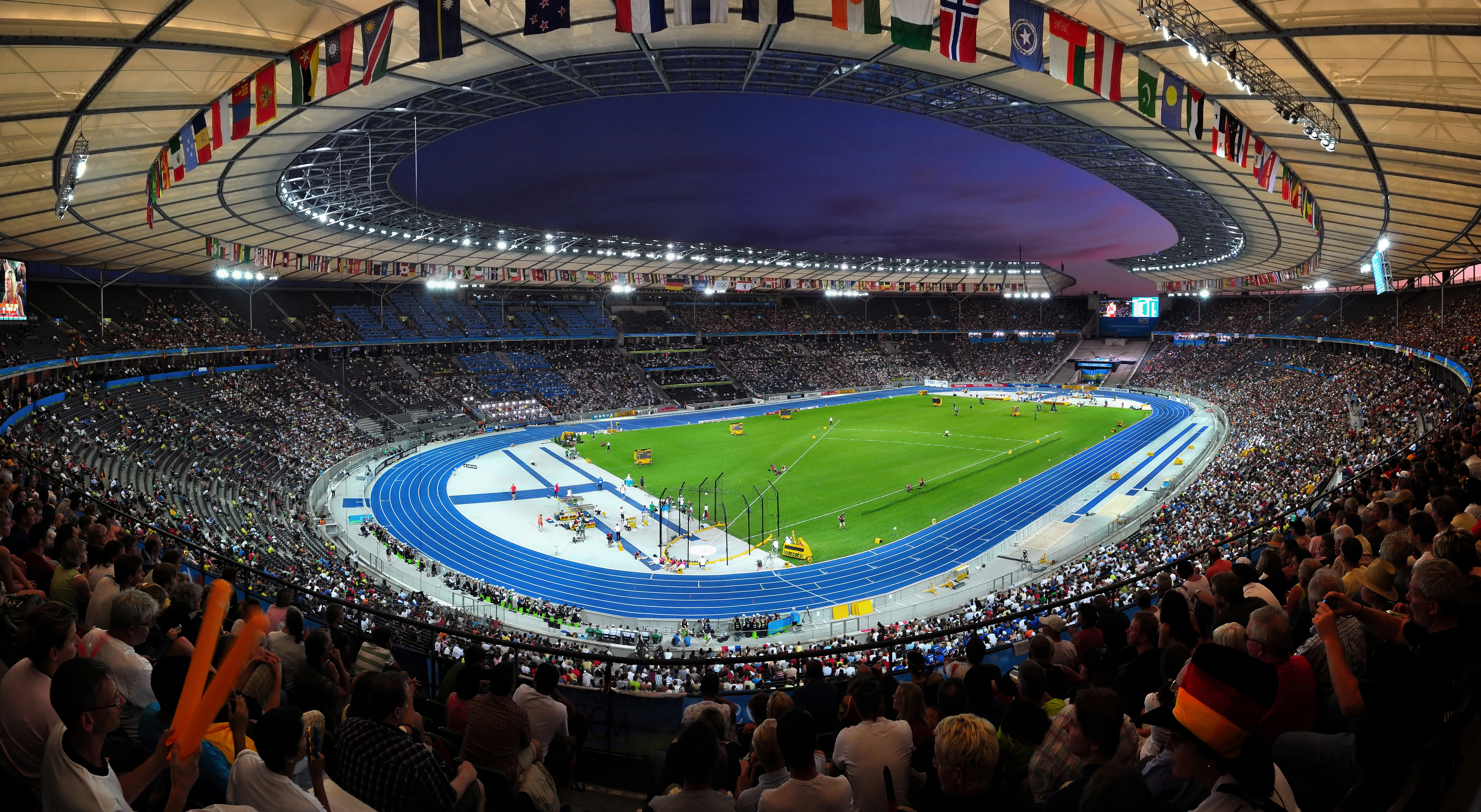
Das Berliner Olympiastadion während der Leichtathletik-Weltmeisterschaften

Der 100-Meter-Lauf der Männer bei den Leichtathletik-Weltmeisterschaften 2009 fand am 15. und 16. August 2009 im Olympiastadion in Berlin, Deutschland statt.
91 Sprinter aus 69 Ländern nahmen an dem Wettbewerb teil. Die Sprinter aus Jamaika errangen mit Gold und Bronze zwei Medaillen.

Weltmeister wurde der aktuelle Olympiasieger über 100 und 200 Meter, Vizeweltmeister von 2007 über 200 Meter und 4 × 100 Meter Usain Bolt, der im Finale mit 9,58 s einen neuen Weltrekord aufstellte. In den nächsten Tagen gewann er hier in Berlin über 200 Meter und mit seiner Sprintstaffel zwei weitere Goldmedaillen.

Silber ging mit 9,71 s an den US-amerikanischen Titelverteidiger Tyson Gay, der bei den letzten Weltmeisterschaften in Osaka wie Usain Bolt hier in Berlin auch die längere Sprintstrecke sowie als Mitglied seiner 4-mal-100-Meter-Staffel zwei weitere Weltmeistertitel errungen hatte.

Die Bronzemedaille gewann der WM-Dritte von 2007 Asafa Powell mit 9,84 s. Er war wie Usain Bolt Mitglied der jamaikanischen Sprintstaffeln, die 2007 WM-Silber und hier sechs Tage später Gold gewannen.

## Rekorde
Vor dem Wettbewerb galten folgende Rekorde:
| Weltrekord           | Usain Bolt     | 9,69 s | Olympische Spiele in Peking, Volksrepublik China | 16. August 2008 |
| Meisterschaftsrekord | Maurice Greene | 9,80 s | Weltmeisterschaften in Sevilla, Spanien          | 22. August 1999 |

Im Finale am 16. August verbesserte der jamaikanische Weltmeister Usain Bolt den bestehenden WM-Rekord bei einer Windunterstützung von 0,9 m/s um 22 Hundertstelsekunden auf 9,58 Sekunden und stellte damit gleichzeitig einen neuen Weltrekord auf.
Außerdem wurden drei Landesrekorde aufgestellt:
- 11,00 s – Hussain Haleem (Malediven), 8. Vorlauf am 15. August, Wind: ±0,0 m/s
- 10,16 s – Gerald Phiri (Simbabwe), 2. Viertelfinale am 15. August, Rückenwind: 0,4 m/s
- 09,71 s – Tyson Gay (USA), Finale am 17. August, Rückenwind: 0,9 m/s

## Doping
Der im Viertelfinale ausgeschiedene Samuel Francis aus Qatar wurde zusammen mit 97 weiteren Sportlern bei Nachtests der Resultate von den Olympischen Spielen 2008 und 2012 positiv auf die Substanz Stanozolol getestet, was eine Annullierung seiner Resultate unter anderem von diesen Weltmeisterschaften nach sich zog.
Leidtragender war ein Athlet, der sich die Berechtigung erlaufen hatte, in der nächsten Runde dabei zu sein:

Aziz Ouhadi, Marokko – wäre mit seinen 10,40 s aus dem dritten Vorlauf über die Zeitregel im Viertelfinale startberechtigt gewesen

## Vorläufe
Aus den zwölf Vorläufen qualifizieren sich die jeweils drei Ersten jedes Laufes – hellblau unterlegt – und zusätzlich die vier Zeitschnellsten – hellgrün unterlegt – für das Viertelfinale.

### Lauf 1
15. August 2009, 11:40 Uhr

Wind: −0,4 m/s
| Platz | Bahn | Athlet                | Land                         | Zeit (s) |
| ----- | ---- | --------------------- | ---------------------------- | -------- |
| 1     | 6    | Michael Frater        | Jamaika                      | 10,30    |
| 2     | 4    | Arnaldo Abrantes      | Portugal                     | 10,41    |
| 3     | 2    | Shintaro Kimura       | Japan                        | 10,47    |
| 4     | 7    | Simone Collio         | Italien                      | 10,49    |
| 5     | 5    | Matic Osovnikar       | Slowenien                    | 10,52    |
| 6     | 3    | Béranger Aymard Bosse | Zentralafrikanische Republik | 10,55    |
| 7     | 8    | Jack Iroga            | Salomonen                    | 10,98 SB |
| DNF   | 1    | Dominic Carroll       | Gibraltar                    |          |

Im ersten Vorlauf ausgeschiedene Sprinter:

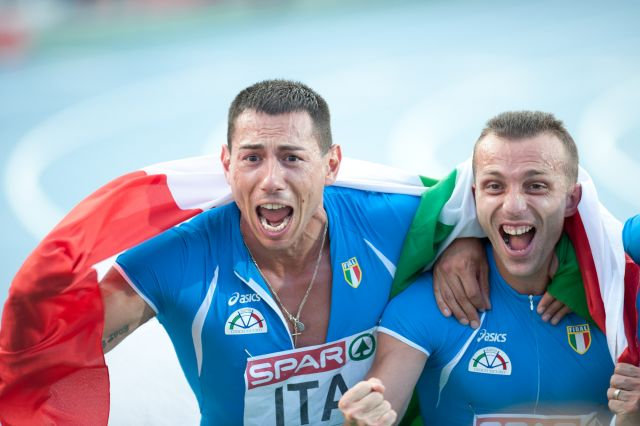
Simone Collio (links) Rang vier in 10,49 s
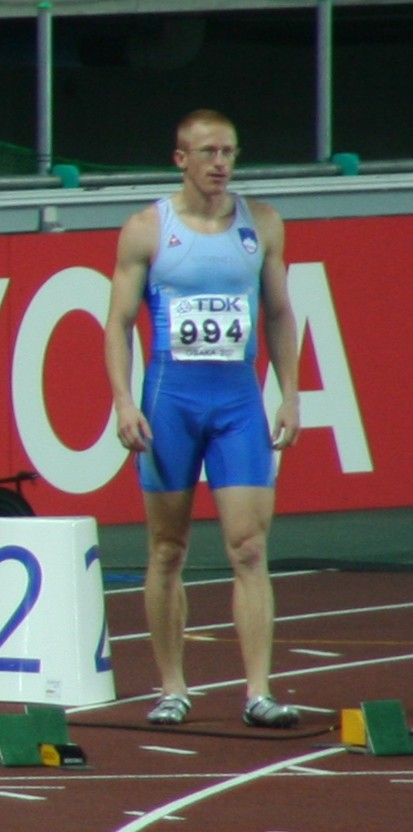
Matic Osovnikar Rang fünf in 10,52 s
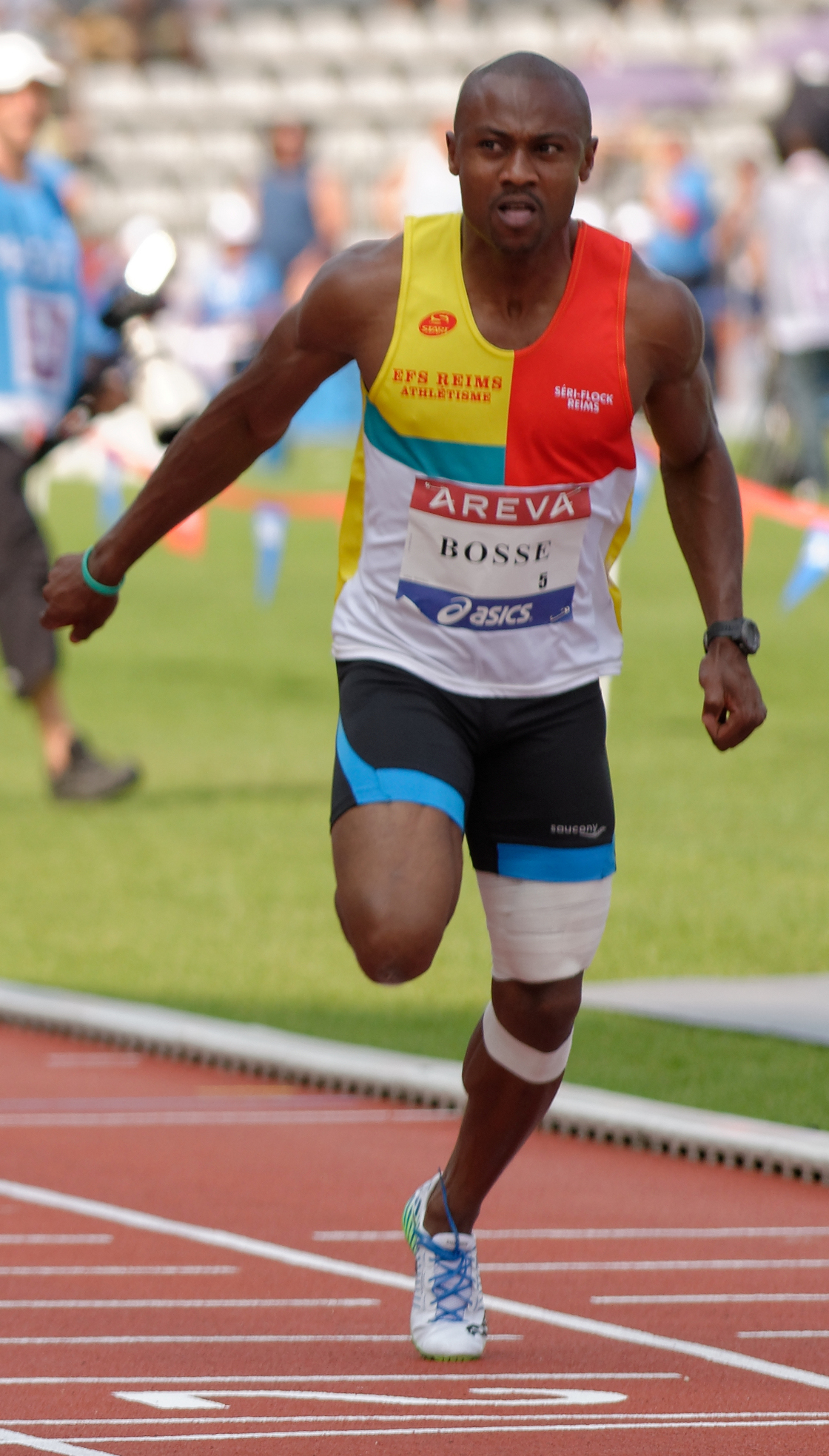
Béranger Aymard Bosse Rang sieben in 10,55 s

### Lauf 2

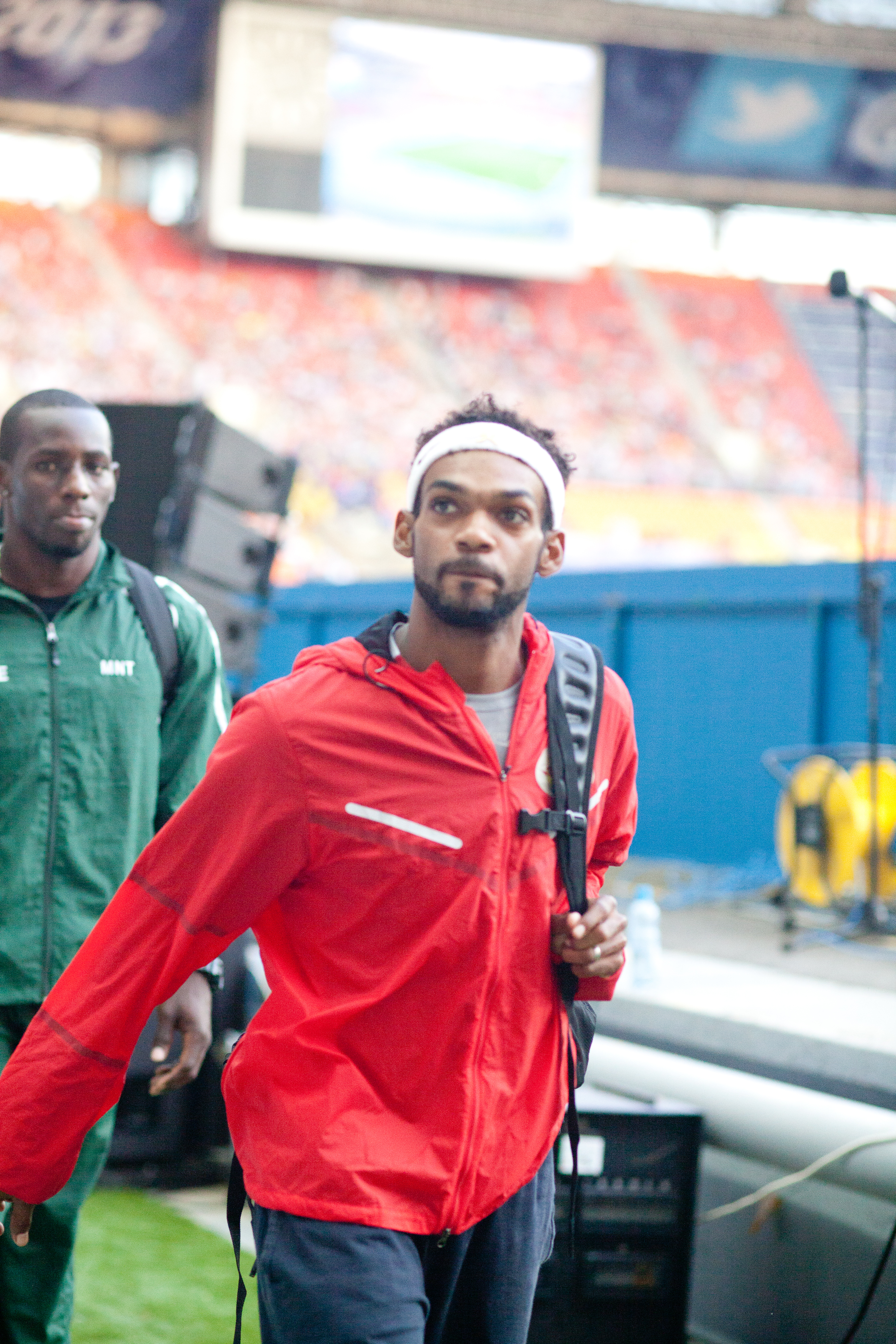
Barakat al-Harthi – ausgeschieden auf Rang vier in 10,41 s

15. August 2009, 11:47 Uhr

Wind: −0,2 m/s
| Platz | Bahn | Athlet                   | Land           | Zeit (s) |
| ----- | ---- | ------------------------ | -------------- | -------- |
| 1     | 4    | Darvis Patton            | USA            | 10,26    |
| 2     | 6    | Emanuele Di Gregorio     | Italien        | 10,35    |
| 3     | 2    | Masashi Eriguchi         | Japan          | 10,38    |
| 4     | 5    | Barakat al-Harthi        | Oman           | 10,41    |
| 5     | 8    | Stefan Schwab            | Deutschland    | 10,50    |
| 6     | 1    | Liaquat Ali              | Pakistan       | 10,64    |
| 7     | 3    | Oumar Bella Bah          | Guinea         | 11,20 PB |
| DNS   | 7    | Delivert Arsene Kimbembe | Republik Kongo |          |

### Lauf 3

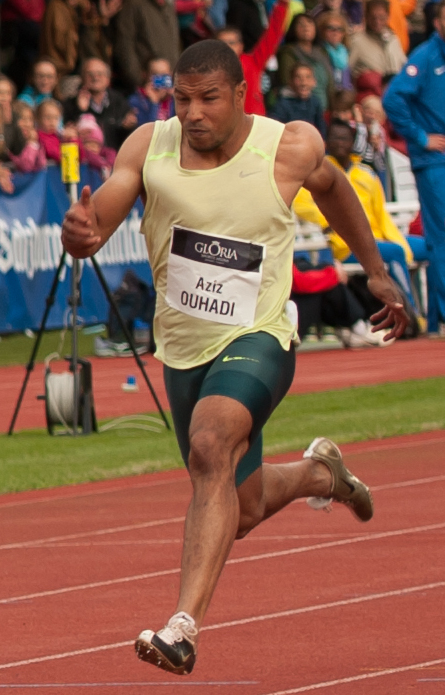
Aziz Ouhadi – ein gedopter Teilnehmer verhinderte seinen Einzug ins Viertelfinale

15. August 2009, 11:54 Uhr

Wind: −0,4 m/s
| Platz | Bahn | Athlet            | Land       | Zeit (s)                                            |
| ----- | ---- | ----------------- | ---------- | --------------------------------------------------- |
| 1     | 8    | Martial Mbandjock | Frankreich | 10,28                                               |
| 2     | 6    | Obinna Metu       | Nigeria    | 10,38                                               |
| 3     | 3    | Asafa Powell      | Jamaika    | 10,38                                               |
| 4     | 4    | Aziz Ouhadi       | Marokko    | 10,40 eigentlich für das Viertelfinale qualifiziert |
| 5     | 2    | Derrick Atkins    | Bahamas    | 10,44                                               |
| 6     | 5    | Ivano Bucci       | San Marino | 11,24                                               |
| 7     | 7    | Leon Mengloi      | Palau      | 11,60 PB                                            |

### Lauf 4

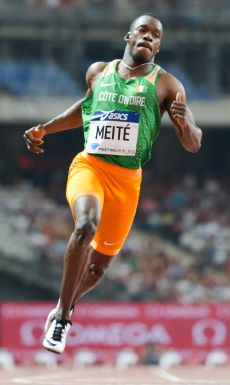
Ben Youssef Meité – ausgeschieden als Fünfter in 10,41 s

15. August 2009, 12:01 Uhr

Wind: −0,1 m/s
| Platz | Bahn | Athlet              | Land           | Zeit (s) |
| ----- | ---- | ------------------- | -------------- | -------- |
| 1     | 6    | Dwain Chambers      | Großbritannien | 10,18    |
| 2     | 1    | Olusoji Fasuba      | Nigeria        | 10,31    |
| 3     | 5    | Monzavous Edwards   | USA            | 10,32    |
| 4     | 8    | Ben Youssef Meité   | Elfenbeinküste | 10,41    |
| 5     | 3    | Shehan Abeypitiyage | Sri Lanka      | 10,53    |
| 6     | 7    | Wilfried Bingangoye | Gabun          | 10,62    |
| 7     | 2    | Mohamed Faisal      | Brunei         | 11,12 PB |
| 8     | 4    | Masoud Azizi        | Afghanistan    | 11,79 SB |

### Lauf 5

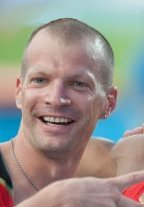
Tobias Unger – ausgeschieden als Fünfter in 10,42 s

15. August 2009, 12:08 Uhr

Wind: −0,7 m/s
| Platz | Bahn | Athlet              | Land                               | Zeit (s) |
| ----- | ---- | ------------------- | ---------------------------------- | -------- |
| 1     | 6    | Daniel Bailey       | Antigua und Barbuda                | 10,26    |
| 2     | 8    | Jaysuma Saidy Ndure | Norwegen                           | 10,35    |
| 3     | 4    | Adrian Griffith     | Bahamas                            | 10,37    |
| 4     | 5    | Tobias Unger        | Deutschland                        | 10,42    |
| 5     | 2    | Adrian Durant       | Amerikanische Jungferninseln       | 10,46    |
| 6     | 7    | Jurgen Themen       | Suriname                           | 11,24    |
| 7     | 3    | Yondan Namelo       | Föderierte Staaten von Mikronesien | 11,78 PB |

### Lauf 6
15. August 2009, 12:15 Uhr

Wind: −0,8 m/s
| Platz | Bahn | Athlet                | Land                | Zeit (s) |
| ----- | ---- | --------------------- | ------------------- | -------- |
| 1     | 6    | Christophe Lemaitre   | Frankreich          | 10,23    |
| 2     | 3    | Marc Burns            | Trinidad und Tobago | 10,39    |
| 3     | 4    | Dariusz Kuć           | Polen               | 10,46    |
| 4     | 1    | Ryan Moseley          | Österreich          | 10,58    |
| 5     | 8    | Franklin Nazareno     | Ecuador             | 10,71    |
| 6     | 5    | Chi Ho Tsui           | Hongkong            | 10,77    |
| 7     | 2    | Mohamed Masudul Karim | Bangladesch         | 11,32 SB |
| 8     | 7    | Quaski Itaia          | Nauru               | 11,76 SB |

### Lauf 7

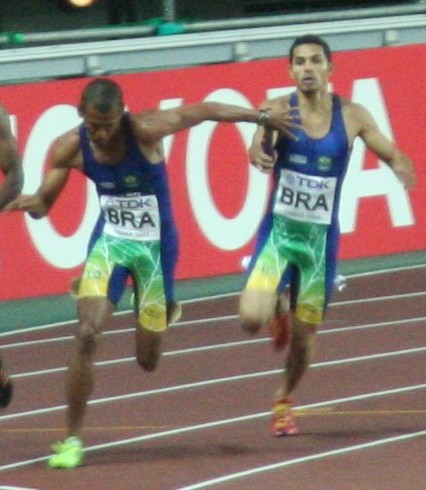
Basílio de Moraes (rechts) – ausgeschieden auf Rang sechs in 10,54 s

15. August 2009, 12:22 Uhr

Wind: +0,4 m/s
| Platz | Bahn | Athlet                  | Land           | Zeit (s) |
| ----- | ---- | ----------------------- | -------------- | -------- |
| 1     | 4    | Andrew Hinds            | Barbados       | 10,30    |
| 2     | 8    | Simeon Williamson       | Großbritannien | 10,34    |
| 3     | 6    | Ronald Pognon           | Frankreich     | 10,35    |
| 4     | 7    | Martin Keller           | Deutschland    | 10,35 SB |
| 5     | 5    | Ángel David Rodríguez   | Spanien        | 10,39 SB |
| 6     | 1    | Basílio de Moraes       | Brasilien      | 10,54    |
| 7     | 3    | Denvil Ruan             | Anguilla       | 11,31 PB |
| 8     | 2    | Soulisack Silisavadymao | Laos           | 11,66 SB |

### Lauf 8
15. August 2009, 12:29 Uhr

Wind: ±0,0 m/s
| Platz | Bahn | Athlet             | Land                     | Zeit (s)                         |
| ----- | ---- | ------------------ | ------------------------ | -------------------------------- |
| 1     | 6    | Emmanuel Callender | Trinidad und Tobago      | 10,24                            |
| 2     | 7    | Churandy Martina   | Niederländische Antillen | 10,26                            |
| 3     | 8    | Daniel Grueso      | Kolumbien                | 10,27                            |
| 4     | 1    | Rolando Palacios   | Honduras                 | 10,28 SB                         |
| 5     | 3    | Fernando Lumain    | Indonesien               | 10,76                            |
| 6     | 4    | Hussain Haleem     | Malediven                | 11,00 NR                         |
| 7     | 2    | Suwaibou Sanneh    | Gambia                   | 11,02 SB                         |
| DOP   | 5    | Samuel Francis     | Katar                    | für das Viertelfinale zugelassen |

### Lauf 9

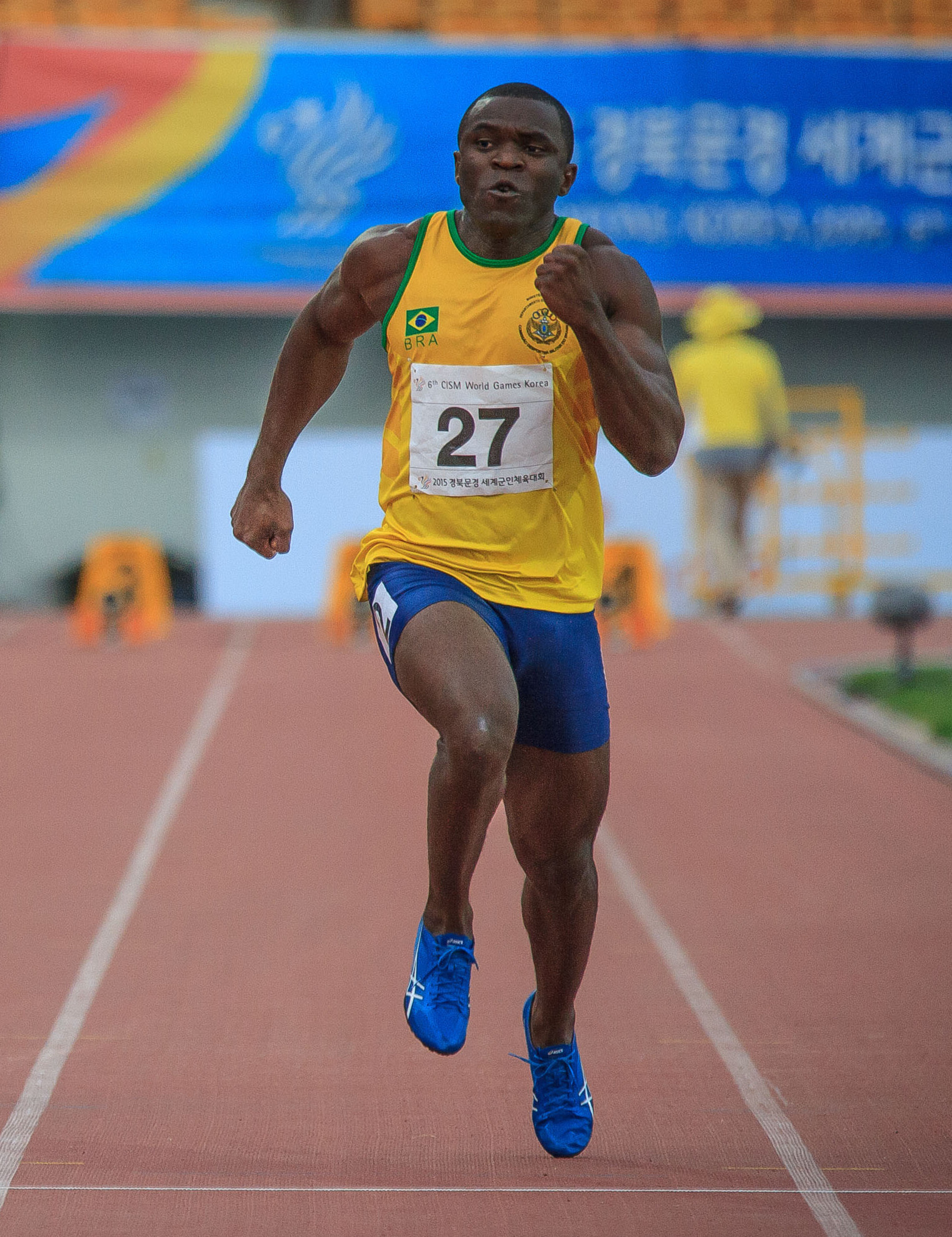
José Carlos Moreira – ausgeschieden auf Rang fünf in 10,55 s
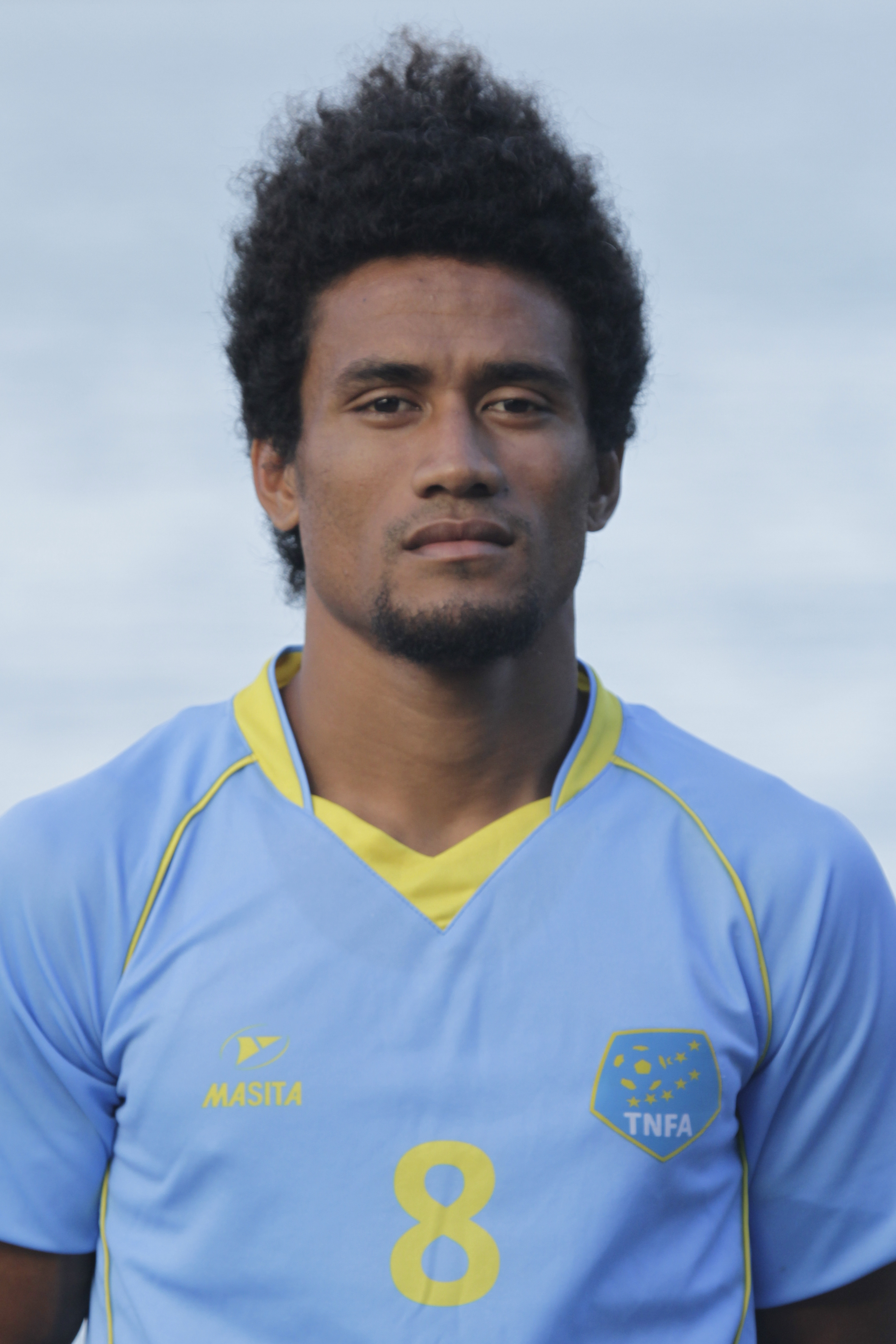
Okilani Tinilau – ausgeschieden auf Rang sieben in 11,57 s

15. August 2009, 12:36 Uhr

Wind: −0,5 m/s
| Platz | Bahn | Athlet              | Land      | Zeit (s) |
| ----- | ---- | ------------------- | --------- | -------- |
| 1     | 3    | Usain Bolt          | Jamaika   | 10,20    |
| 2     | 2    | Gerald Phiri        | Sambia    | 10,30    |
| 3     | 5    | Egwero Ogho-Oghene  | Nigeria   | 10,30    |
| 4     | 8    | Bryan Barnett       | Kanada    | 10,42    |
| 5     | 4    | José Carlos Moreira | Brasilien | 10,55    |
| 6     | 7    | Aisea Tohi          | Tonga     | 11,32    |
| 7     | 6    | Okilani Tinilau     | Tuvalu    | 11,57 SB |

### Lauf 10
15. August 2009, 12:43 Uhr

Wind: −0,3 m/s
| Platz | Bahn | Athlet           | Land                | Zeit (s) |
| ----- | ---- | ---------------- | ------------------- | -------- |
| 1     | 6    | Richard Thompson | Trinidad und Tobago | 10,36    |
| 2     | 1    | Tyrone Edgar     | Großbritannien      | 10,42    |
| 3     | 3    | Simon Magakwe    | Südafrika           | 10,54    |
| 4     | 7    | Aziz Zakari      | Ghana               | 10,57    |
| 5     | 2    | Idrissa Sanou    | Burkina Faso        | 10,74    |
| 6     | 4    | Youssouf Mhadjou | Komoren             | 10,89 SB |
| 7     | 8    | Desislav Gunev   | Bulgarien           | 11,07    |
| 8     | 5    | Nooa Takooa      | Kiribati            | 11,74 PB |

### Lauf 11
15. August 2009, 12:50 Uhr

Wind: −0,2 m/s
| Platz | Bahn | Athlet          | Land                    | Zeit (s) |
| ----- | ---- | --------------- | ----------------------- | -------- |
| 1     | 8    | Tyson Gay       | USA                     | 10,16    |
| 2     | 6    | Kim Collins     | St. Kitts und Nevis     | 10,27    |
| 3     | 3    | Fabio Cerutti   | Italien                 | 10,36    |
| 4     | 7    | Kemar Hyman     | Cayman Islands          | 10,59    |
| 5     | 4    | Carlos Jorge    | Dominikanische Republik | 10,73    |
| 6     | 2    | Aaron Victorian | Amerikanisch-Samoa      | 11,37 PB |
| 7     | 5    | Tiraa Arere     | Cookinseln              | 11,55    |

### Lauf 12

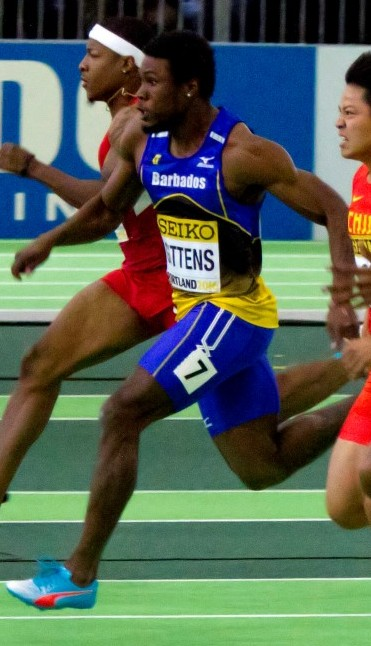
Ramon Gittens – ausgeschieden als Vierter in 10,47 s

15. August 2009, 12:57 Uhr

Wind: −0,4 m/s
| Platz | Bahn | Athlet            | Land               | Zeit (s) |
| ----- | ---- | ----------------- | ------------------ | -------- |
| 1     | 3    | Mike Rodgers      | USA                | 10,25    |
| 2     | 2    | Naoki Tsukahara   | Japan              | 10,28    |
| 3     | 8    | Adam Harris       | Guyana             | 10,35    |
| 4     | 4    | Ramon Gittens     | Barbados           | 10,47    |
| 5     | 6    | Cédric Nabe       | Schweiz            | 10,51    |
| 6     | 5    | Danny D’Souza     | Seychellen         | 10,92    |
| 7     | 1    | Phillip Poznanski | Marshallinseln     | 11,97 PB |
| 8     | 7    | Clayton Kenty     | Nördliche Marianen | 12,29 PB |

## Viertelfinale
Aus den fünf Viertelfinalläufen qualifizieren sich die jeweils drei Ersten jedes Laufes – hellblau unterlegt – und zusätzlich noch ein Zeitschnellster – hellgrün unterlegt – für das Halbfinale.

### Lauf 1
15. August 2009, 18:50 Uhr

Wind: −0,7 m/s
| Platz | Bahn | Athlet               | Land                | Zeit (s) |
| ----- | ---- | -------------------- | ------------------- | -------- |
| 1     | 3    | Dwain Chambers       | Großbritannien      | 10,04 SB |
| 2     | 4    | Richard Thompson     | Trinidad und Tobago | 10,08    |
| 3     | 5    | Martial Mbandjock    | Frankreich          | 10,22    |
| 4     | 6    | Emanuele Di Gregorio | Italien             | 10,26    |
| 5     | 8    | Adam Harris          | Guyana              | 10,39    |
| 6     | 7    | Arnaldo Abrantes     | Portugal            | 10,40    |
| 7     | 2    | Martin Keller        | Deutschland         | 10,40    |
| 8     | 1    | Masashi Eriguchi     | Japan               | 10,45    |

Im ersten Viertelfinale ausgeschiedene Sprinter:

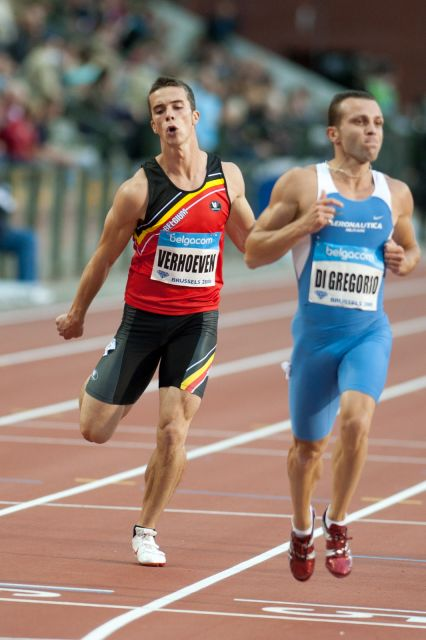
Emanuele Di Gregorio (rechts) Rang vier  in 10,26 s
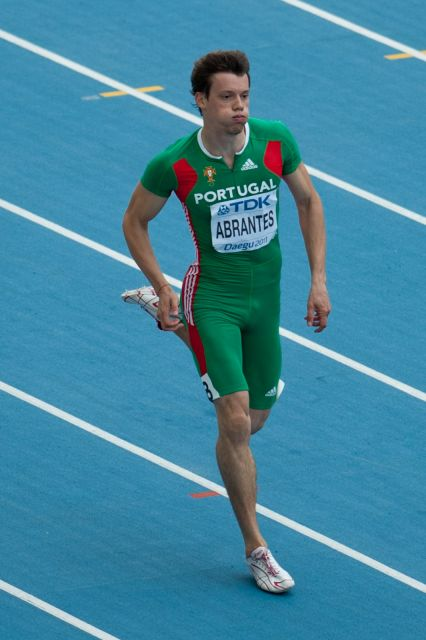
Arnaldo Abrantes Rang sechs in 10,40 s
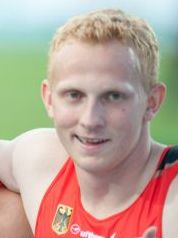
Martin Keller Rang sieben in 10,40 s
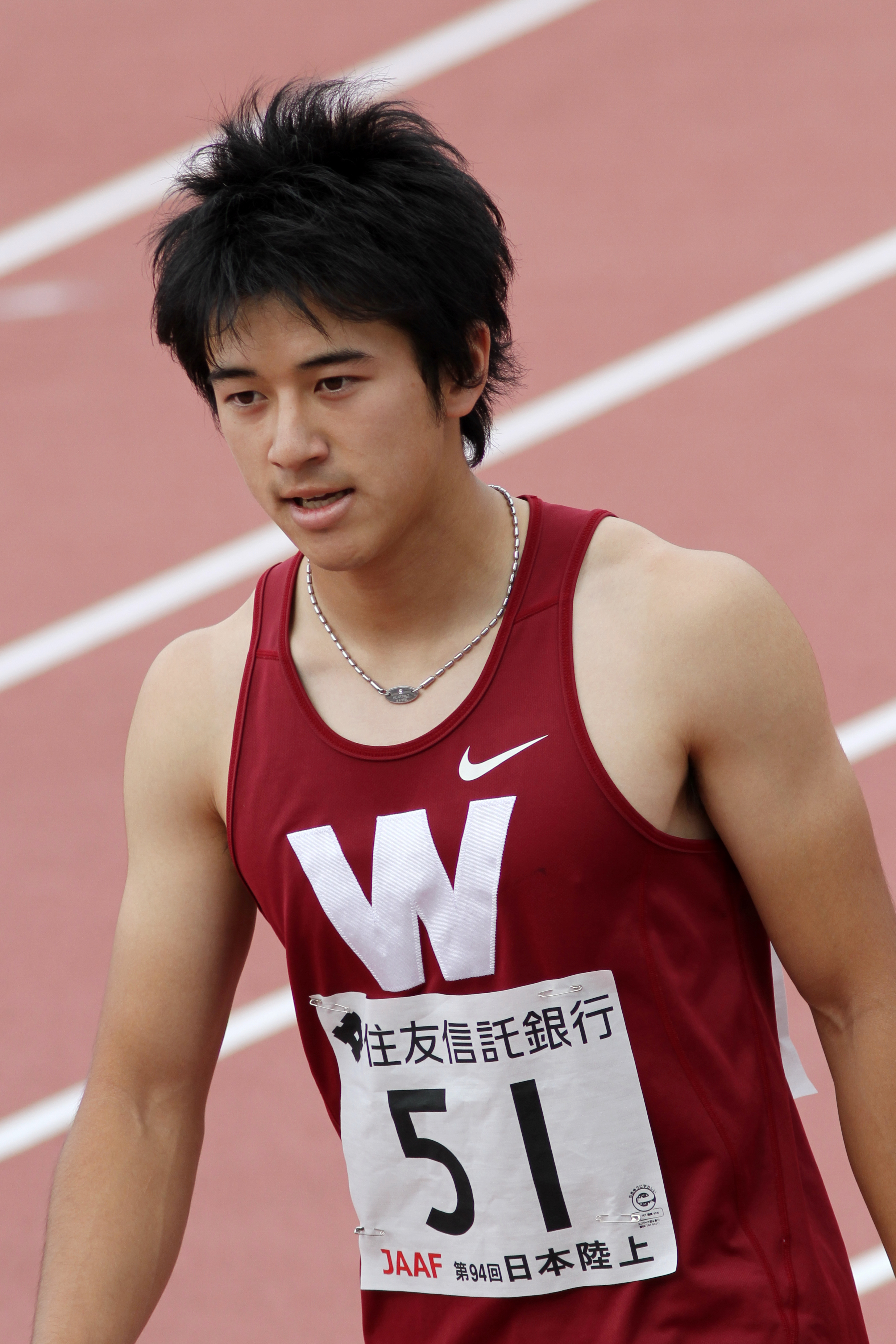
Masashi Eriguchi Rang acht in 10,45 s

### Lauf 2

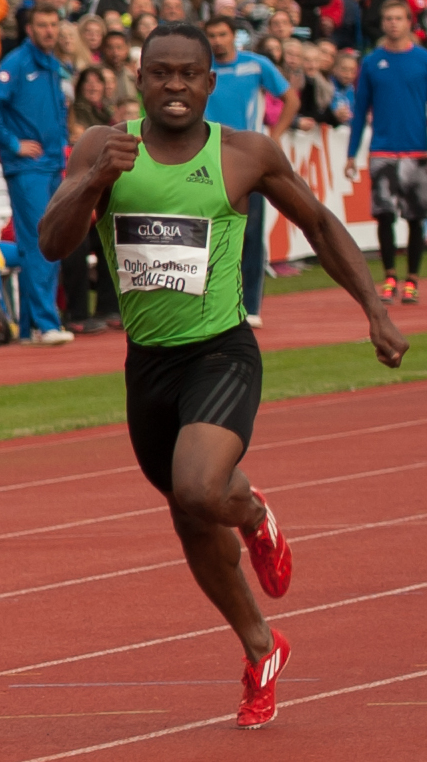
Egwero Ogho-Oghene – ausgeschieden auf Rang fünf in 10,19 s
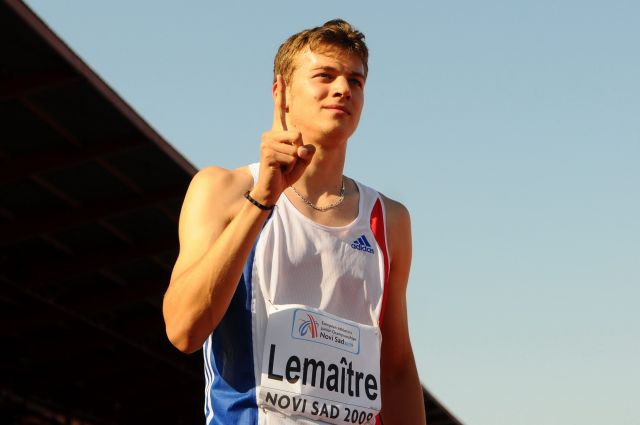
Christophe Lemaitre – nach Fehlstart disqualifiziert

15. August 2009, 18:57 Uhr

Wind: +0,4 m/s
| Platz | Bahn | Athlet              | Land           | Zeit (s)                    |
| ----- | ---- | ------------------- | -------------- | --------------------------- |
| 1     | 6    | Mike Rodgers        | USA            | 10,01                       |
| 2     | 7    | Tyrone Edgar        | Großbritannien | 10,12                       |
| 3     | 4    | Naoki Tsukahara     | Japan          | 10,15                       |
| 4     | 5    | Gerald Phiri        | Sambia         | 10,16 NR                    |
| 5     | 8    | Egwero Ogho-Oghene  | Nigeria        | 10,19                       |
| 6     | 1    | Simon Magakwe       | Südafrika      | 10,71                       |
| DSQ   | 3    | Christophe Lemaitre | Frankreich     | IAAF Rule 162.8 – Fehlstart |
| DSQ   | 2    | Daniel Grueso       | Kolumbien      | IAAF Rule 162.8 – Fehlstart |

### Lauf 3
15. August 2009, 19:04 Uhr

Wind: −0,4 m/s
| Platz | Bahn | Athlet          | Land                | Zeit (s) |
| ----- | ---- | --------------- | ------------------- | -------- |
| 1     | 1    | Asafa Powell    | Jamaika             | 09,95    |
| 2     | 3    | Darvis Patton   | USA                 | 10,05    |
| 3     | 8    | Marc Burns      | Trinidad und Tobago | 10,12    |
| 4     | 5    | Kim Collins     | St. Kitts und Nevis | 10,20    |
| 5     | 4    | Olusoji Fasuba  | Nigeria             | 10,25    |
| 6     | 7    | Ronald Pognon   | Frankreich          | 10,27    |
| 7     | 2    | Shintaro Kimura | Japan               | 10,54    |
| DOP   | 6    | Samuel Francis  | Katar               |          |

Im dritten Viertelfinale ausgeschiedene Sprinter:

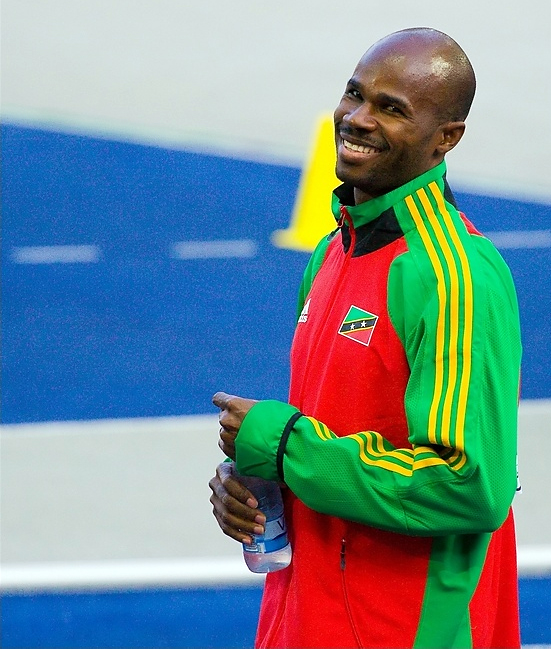
Kim Collins, Weltmeister von 2003 – Rang vier in 10,20 s
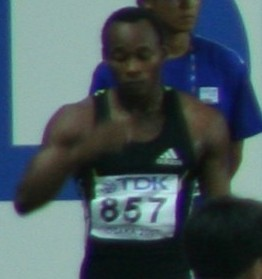
Olusoji Fasuba Rang fünf in 10,25 s
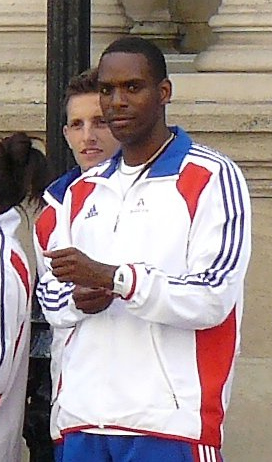
Ronald Pognon Rang sechs in 10,27 s
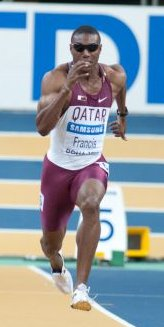
Der gedopte Samuel Francis schied in 10,20 s aus

### Lauf 4
15. August 2009, 19:11 Uhr

Wind: +0,1 m/s
| Platz | Bahn | Athlet                | Land     | Zeit (s) |
| ----- | ---- | --------------------- | -------- | -------- |
| 1     | 6    | Tyson Gay             | USA      | 09,98    |
| 2     | 5    | Michael Frater        | Jamaika  | 10,09    |
| 3     | 3    | Jaysuma Saidy Ndure   | Norwegen | 10,16    |
| 4     | 4    | Andrew Hinds          | Barbados | 10,23    |
| 5     | 1    | Adrian Griffith       | Bahamas  | 10,28    |
| 6     | 7    | Obinna Metu           | Nigeria  | 10,36    |
| 7     | 8    | Fabio Cerutti         | Italien  | 10,37    |
| 8     | 2    | Ángel David Rodríguez | Spanien  | 10,39 SB |

Im vierten Viertelfinale ausgeschiedene Sprinter:

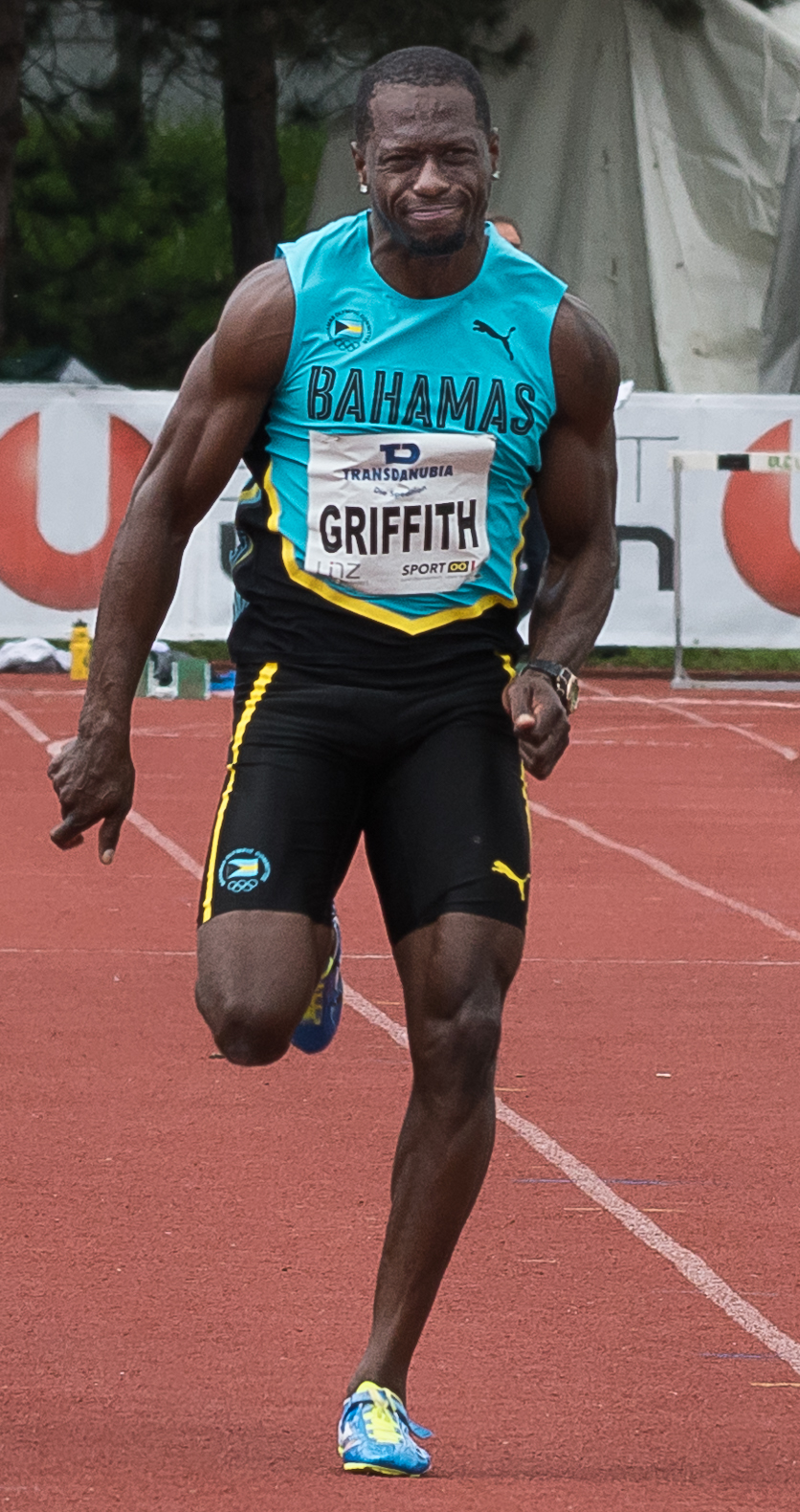
Adrian Griffith Rang fünf in 10,28 s
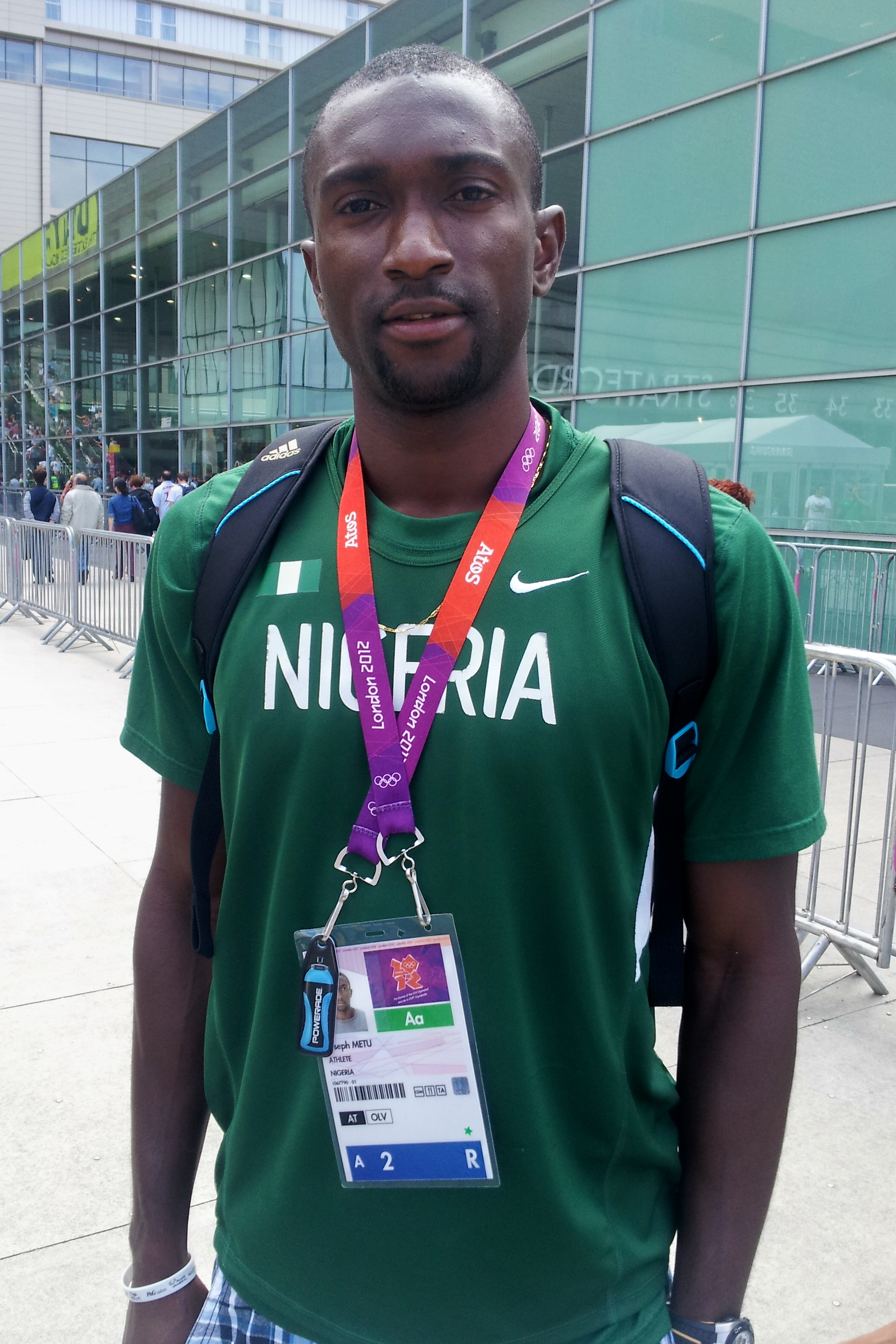
Obinna Metu Rang sechs in 10,36 s
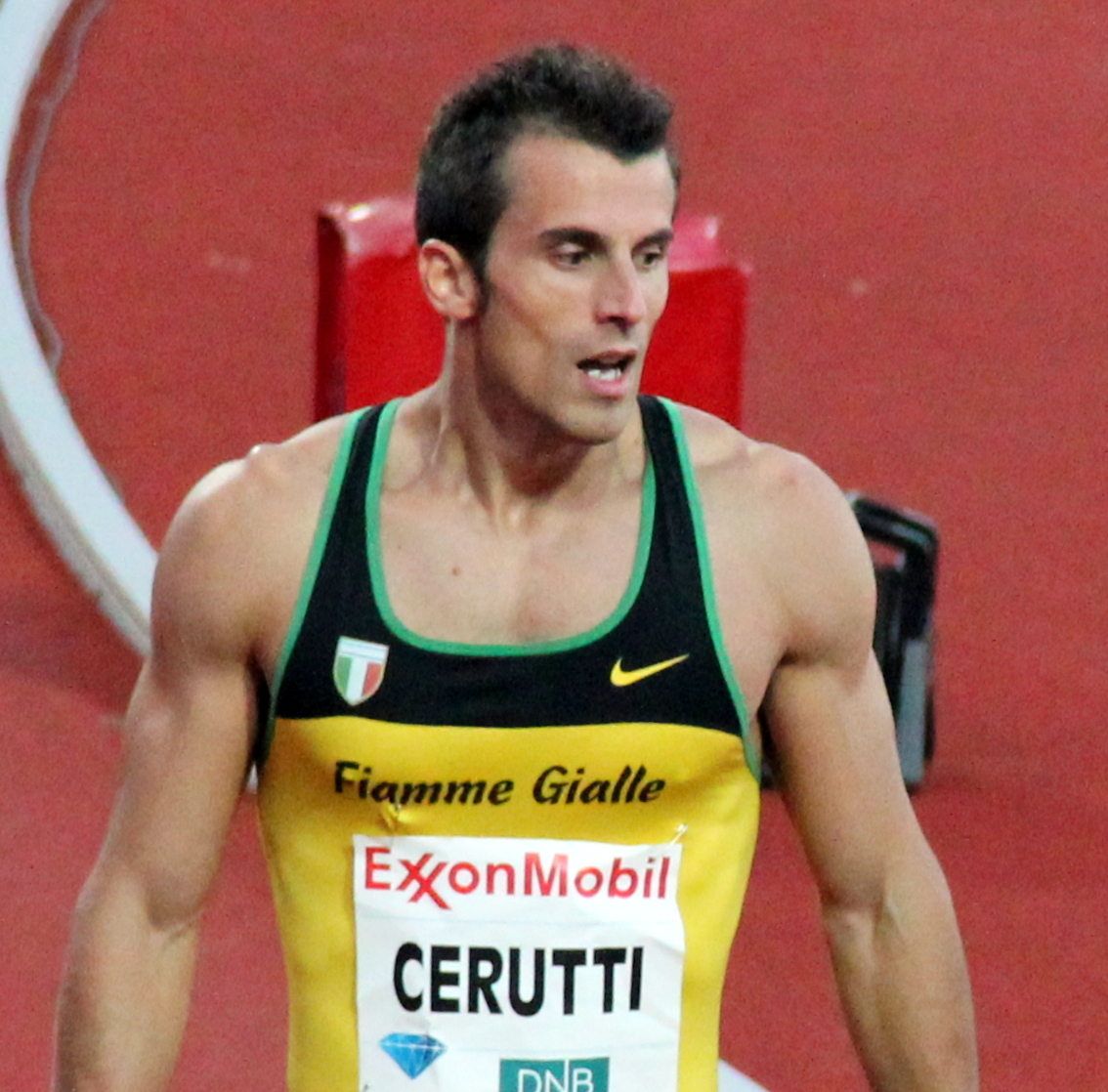
Fabio Cerutti Rang sieben in 10,37 s
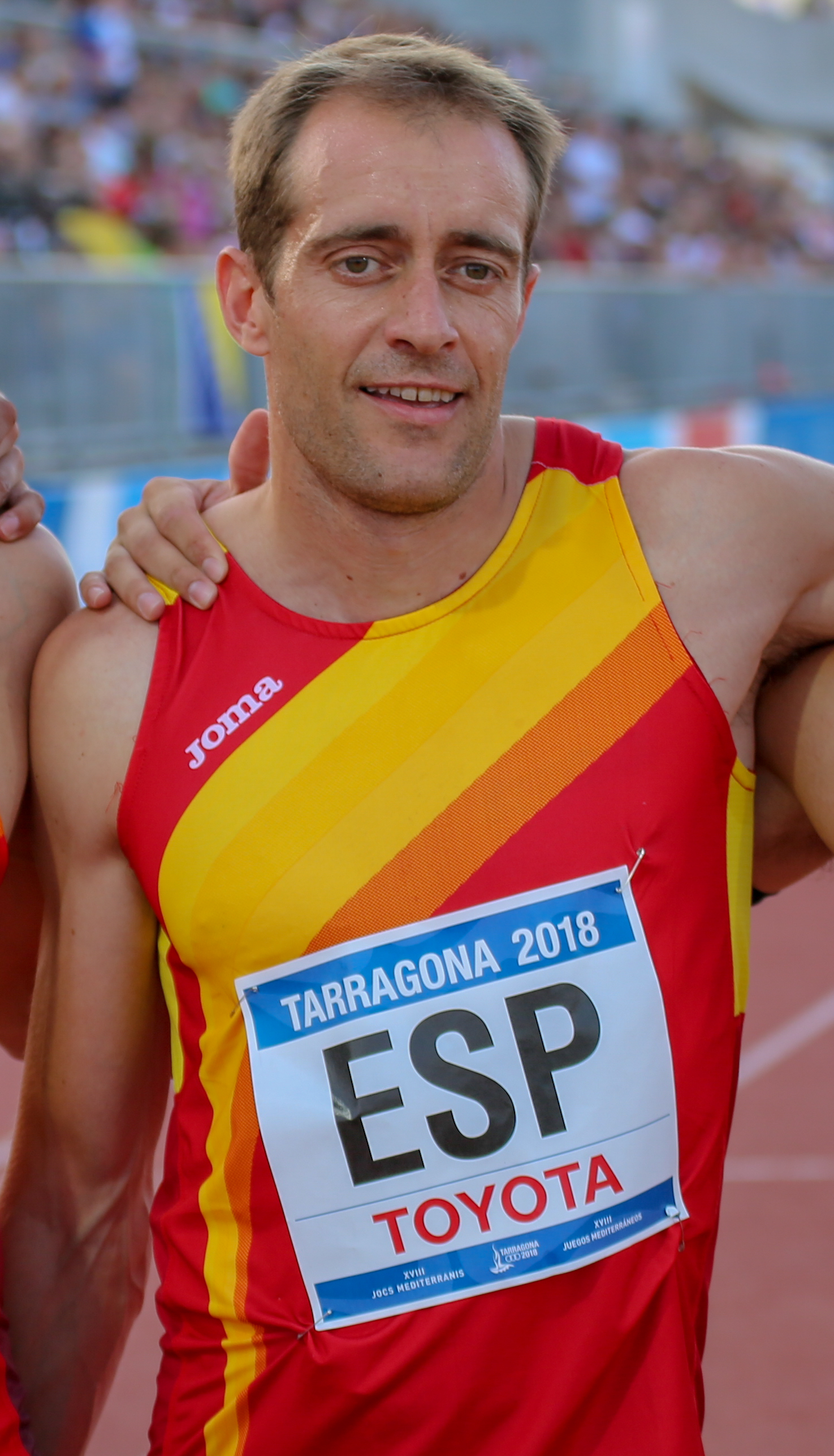
Ángel David Rodríguez Rang acht in 10,39 s

### Lauf 5

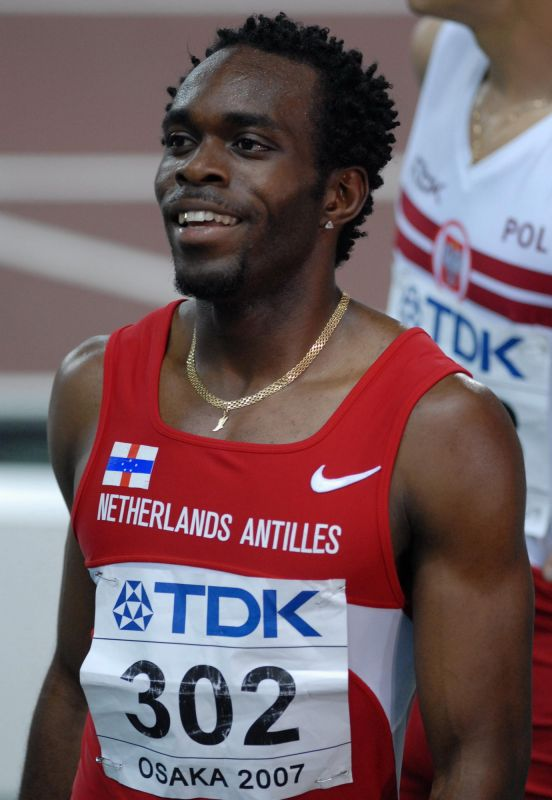
Churandy Martina – ausgeschieden als Vierter in 10,10 s
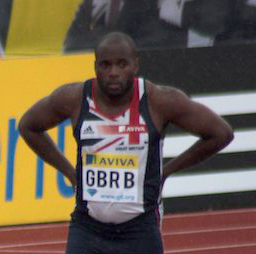
Simeon Williamson – ausgeschieden als Fünfter in 10,23 s
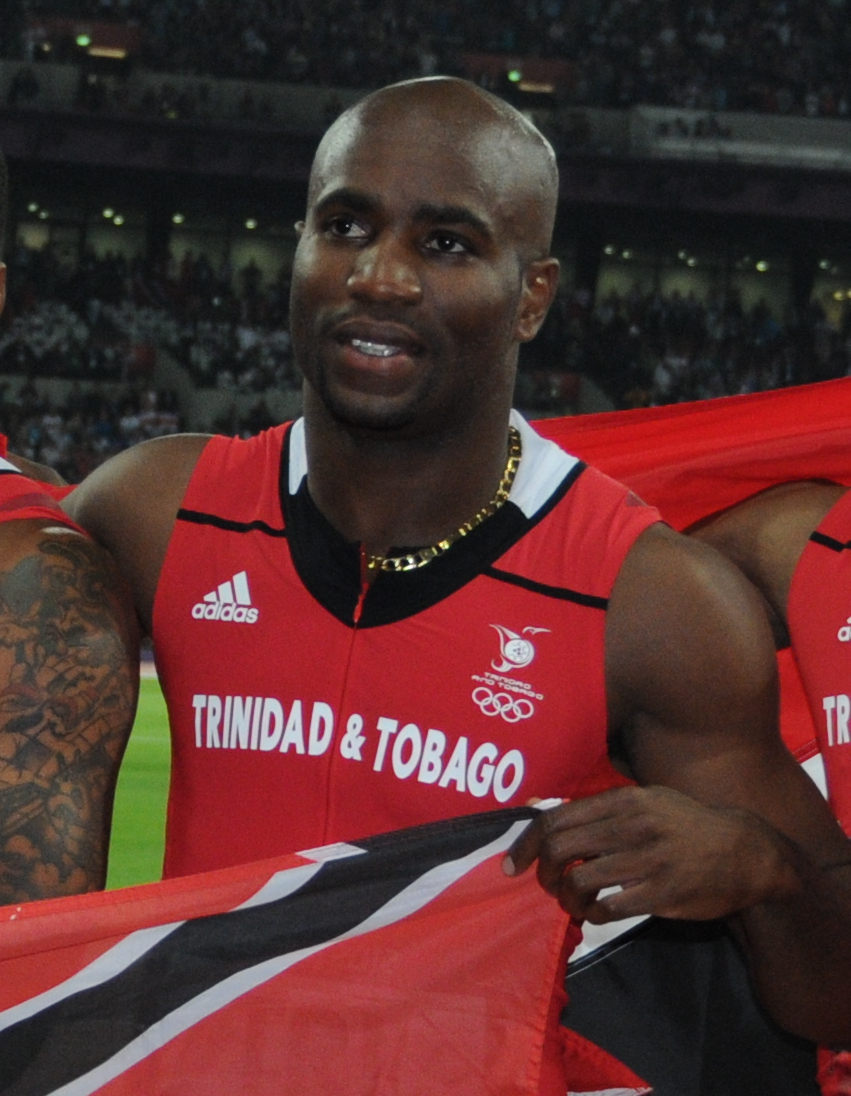
Emmanuel Callender – ausgeschieden als Siebter in 10,27 s

15. August 2009, 19:18 Uhr

Wind: +0,1 m/s
| Platz | Bahn | Athlet             | Land                     | Zeit (s) |
| ----- | ---- | ------------------ | ------------------------ | -------- |
| 1     | 3    | Daniel Bailey      | Antigua und Barbuda      | 10,02    |
| 2     | 4    | Usain Bolt         | Jamaika                  | 10,03    |
| 3     | 7    | Monzavous Edwards  | USA                      | 10,15    |
| 4     | 8    | Churandy Martina   | Niederländische Antillen | 10,19    |
| 5     | 5    | Simeon Williamson  | Großbritannien           | 10,23    |
| 6     | 2    | Rolando Palacios   | Honduras                 | 10,24 SB |
| 7     | 6    | Emmanuel Callender | Trinidad und Tobago      | 10,27    |
| 8     | 1    | Dariusz Kuć        | Polen                    | 10,38    |

## Halbfinale
Aus den zwei Halbfinalläufen qualifizieren sich die jeweils vier Ersten jedes Laufes – hellblau unterlegt – für das Finale.

### Lauf 1
16. August 2009, 19:10 Uhr

Wind: +0,2 m/s
| Platz | Bahn | Athlet              | Land                | Zeit (s)                    |
| ----- | ---- | ------------------- | ------------------- | --------------------------- |
| 1     | 6    | Usain Bolt          | Jamaika             | 09,89                       |
| 2     | 4    | Daniel Bailey       | Antigua und Barbuda | 09,96                       |
| 3     | 3    | Darvis Patton       | USA                 | 09,98 SB                    |
| 4     | 8    | Marc Burns          | Trinidad und Tobago | 10,01 SB                    |
| 5     | 5    | Mike Rodgers        | USA                 | 10,04                       |
| 6     | 1    | Martial Mbandjock   | Frankreich          | 10,18                       |
| 7     | 2    | Jaysuma Saidy Ndure | Norwegen            | 10,20                       |
| DSQ   | 7    | Tyrone Edgar        | Großbritannien      | IAAF Rule 162.8 – Fehlstart |

Im ersten Halbfinale ausgeschiedene Sprinter:

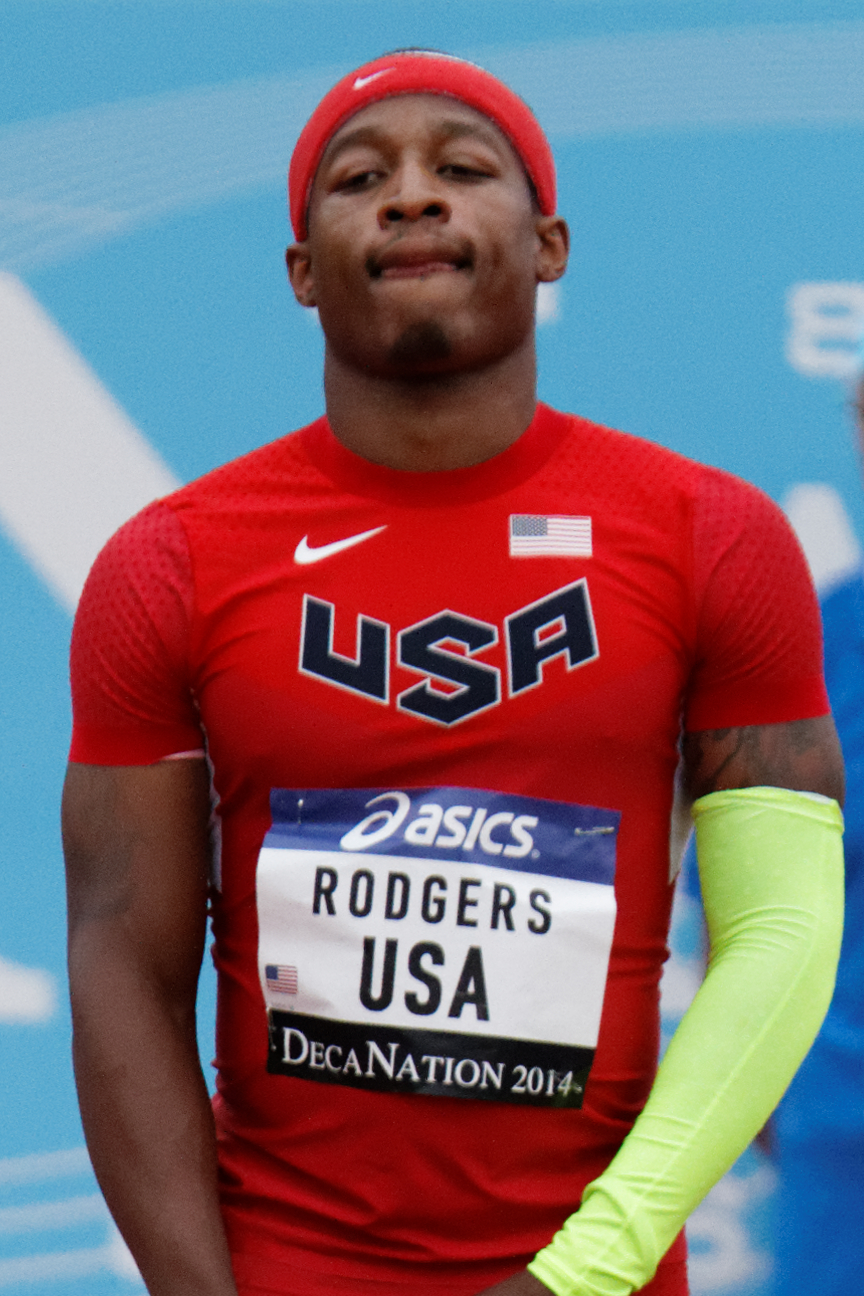
Mike Rodgers Rang fünf in 10,04 s
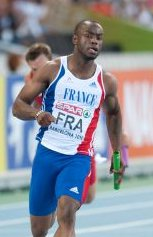
Martial Mbandjock Rang sechs in 10,18 s
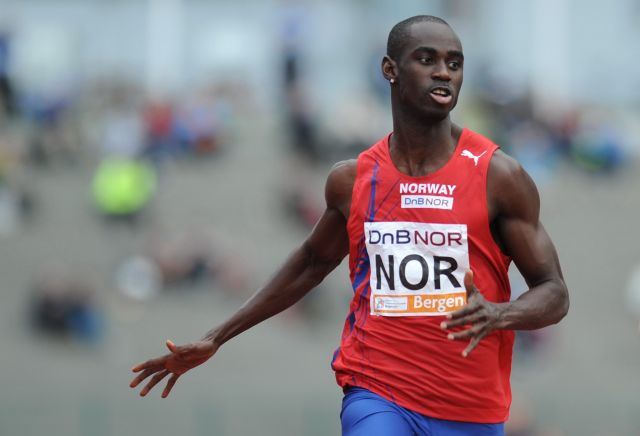
Jaysuma Saidy Ndure Rang sieben in 10,20 s

### Lauf 2

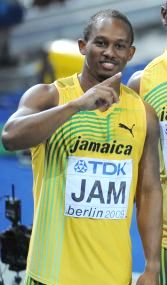
Michael Frater – ausgeschieden als Fünfter in 10,14 s
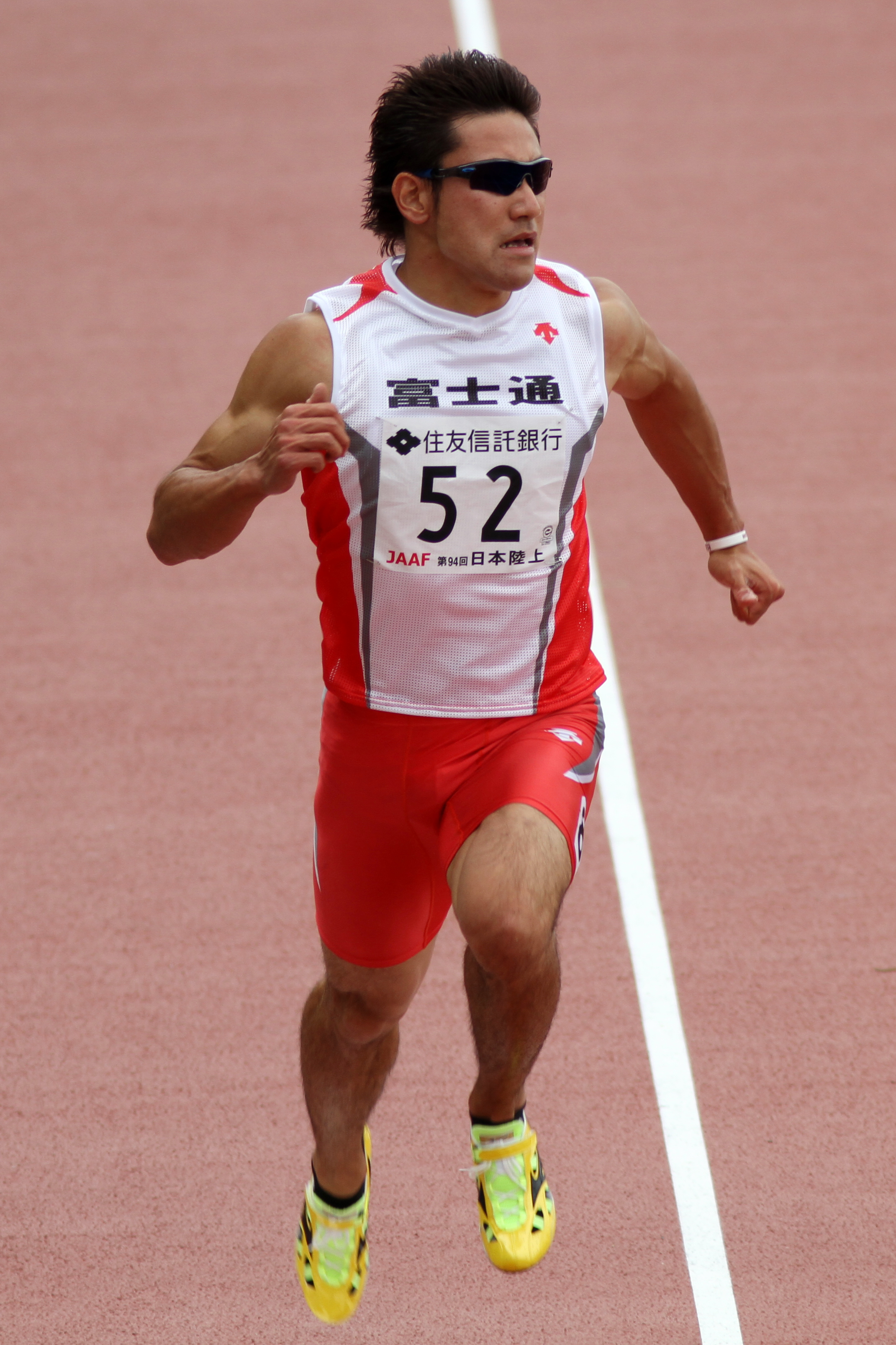
Naoki Tsukahara – ausgeschieden als Achter in 10,25 s

16. August 2009, 19:18 Uhr

Wind: −0,2 m/s
| Platz | Bahn | Athlet            | Land                | Zeit (s) |
| ----- | ---- | ----------------- | ------------------- | -------- |
| 1     | 5    | Tyson Gay         | USA                 | 09,93    |
| 2     | 4    | Asafa Powell      | Jamaika             | 09,95    |
| 3     | 3    | Richard Thompson  | Trinidad und Tobago | 09,98 SB |
| 4     | 6    | Dwain Chambers    | Großbritannien      | 10,04 SB |
| 5     | 7    | Michael Frater    | Jamaika             | 10,14    |
| 6     | 2    | Monzavous Edwards | USA                 | 10,14    |
| 7     | 1    | Gerald Phiri      | Sambia              | 10,19    |
| 8     | 8    | Naoki Tsukahara   | Japan               | 10,25    |

## Finale

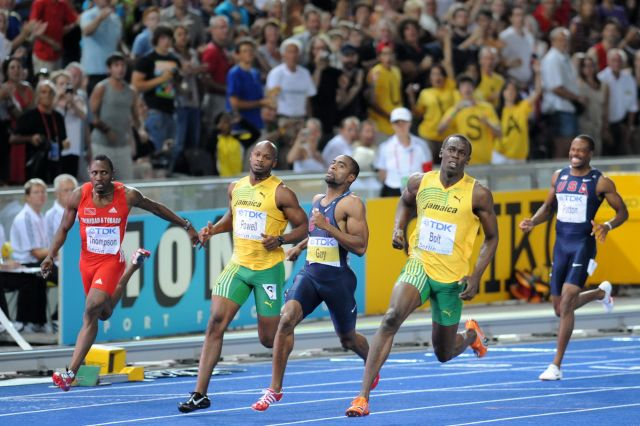
Zieleinlauf im 100-Meter-Finale

16. August 2009, 21:35 Uhr

Wind: +0,9 m/s
| Platz | Bahn | Athlet           | Land                | Zeit (s) |
| ----- | ---- | ---------------- | ------------------- | -------- |
|       | 4    | Usain Bolt       | Jamaika             | 09,58 WR |
|       | 5    | Tyson Gay        | USA                 | 09,71 NR |
|       | 6    | Asafa Powell     | Jamaika             | 09,84 SB |
| 4     | 3    | Daniel Bailey    | Antigua und Barbuda | 09,93    |
| 5     | 8    | Richard Thompson | Trinidad und Tobago | 09,93 SB |
| 6     | 1    | Dwain Chambers   | Großbritannien      | 10,00 SB |
| 7     | 2    | Marc Burns       | Trinidad und Tobago | 10,00 SB |
| 8     | 7    | Darvis Patton    | USA                 | 10,34    |

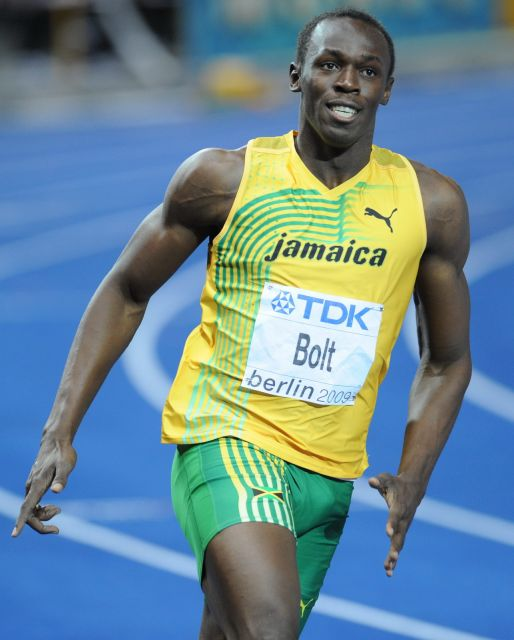
Weltmeister Usain Bolt dominierte die Sprintdisziplinen nach Belieben
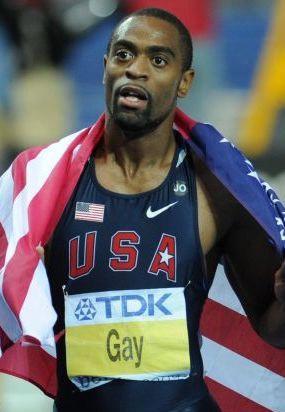
Tyson Gay, 2007 dreifacher Weltmeister, gewann diesmal Silber
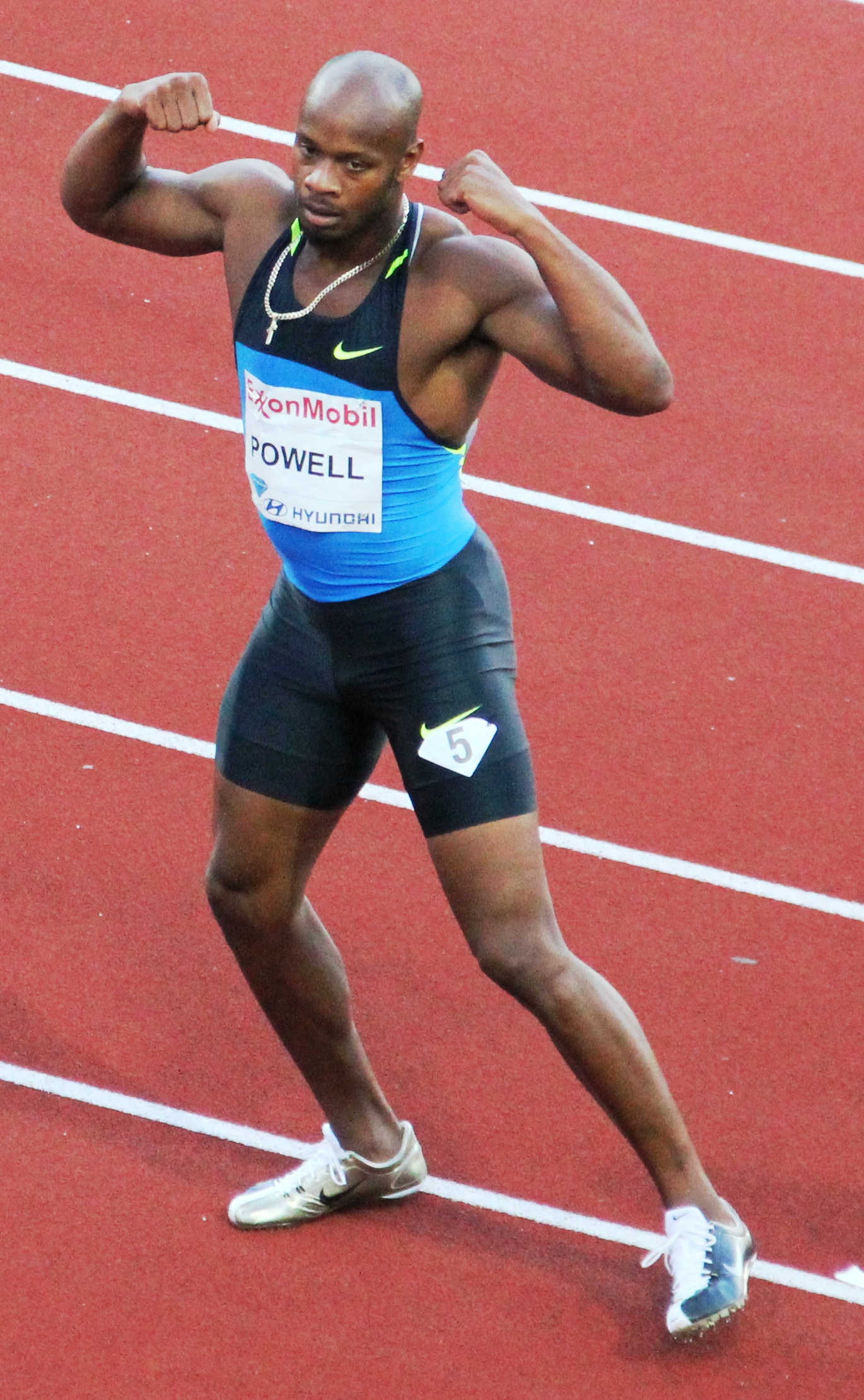
Bronze wie vor zwei Jahren gab es für Asafa Powell – in der Sprintstaffel gewann er sechs Tage später die Goldmedaille

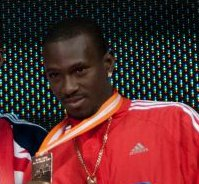
Daniel Bailey belegte Rang vier
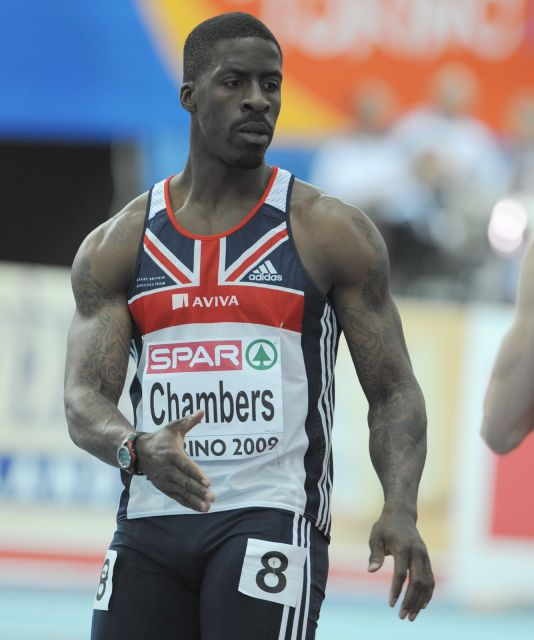
Dwain Chambers kam auf den sechsten Platz
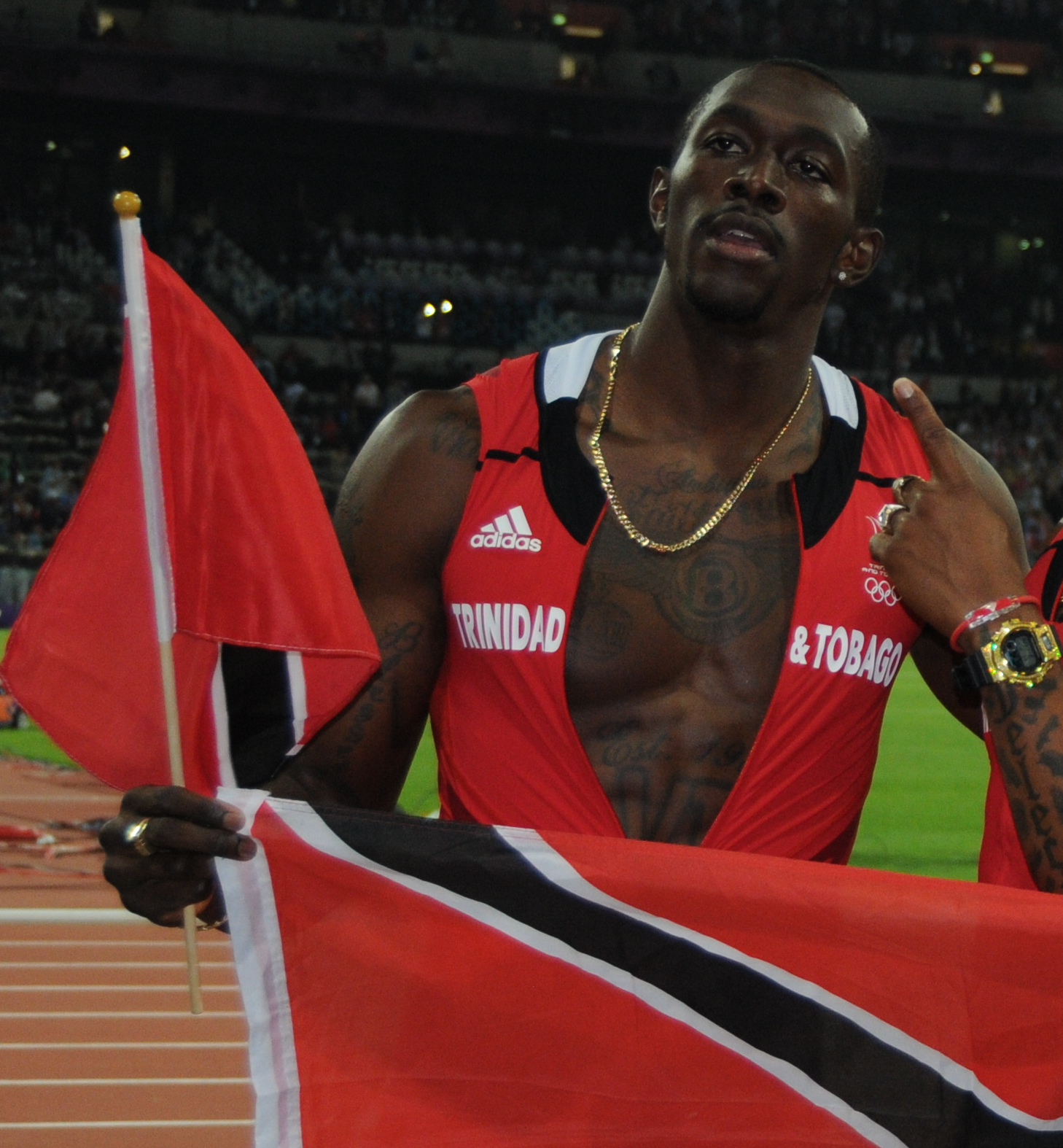
Rang sieben für Marc Burns
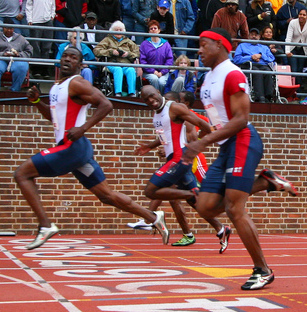
Der achtplatzierte Darvis Patton (Mitte)

## Video
- World Record, Men's 100m Final, World Athletics Championships Berlin 2009, youtube.com, abgerufen am 16. November 2020